# Atelecyclidae
Atelecyclidae is een familie uit de infraorde krabben (Brachyura). Van deze familie is slechts één vertegenwoordiger, de cirkelronde krab, vrij zelden te vinden voor de Belgische en Nederlandse kust.

## Systematiek
Er werden in deze familie sensu lato acht genera onderscheiden. Sensu stricto behoren enkel Atelecyclus en Pseudocorystes tot deze familie, de andere zeven zijn naar andere families overgeplaatst.
- Atelecyclus Leach, 1814
- Pseudocorystes Milne-Edwards, 1837